# Lista polskich związków zawodowych

## Organizacje zrzeszone w centralach związkowych
- Niezależny Samorządny Związek Zawodowy „Solidarność”
- Ogólnopolski Związek Zawodowy „Inicjatywa Pracownicza”
- Forum Związków Zawodowych (łącznie 75 organizacji związkowych)
  - Federacja Związków Zawodowych Maszynistów Kolejowych (Warszawa)
  - Federacja Związków Zawodowych Pracowników PKP (Warszawa)
  - Federacja Związków Zawodowych Służb Mundurowych (Warszawa)
  - Konfederacja Związków Zawodowych Pracowników Telekomunikacji w Polsce
  - Krajowy Wolny Związek Zawodowy Pracowników Gospodarki Wodnej i Ochrony Środowiska
  - Krajowy Związek Zawodowy Ciepłowników
  - Krajowy Związek Zawodowy Inspektorów Kontroli Zakładu Ubezpieczeń Społecznych
  - Mazowiecki Związek Zawodowy Pracowników Drogownictwa RP
  - Międzyzakładowa Organizacja Związku Zawodowego Pracowników Ochrony Zdrowia przy Szpitalu Specjalistycznym im. Łukowicza w Chojnicach
  - Międzyzakładowy Młodzieżowy Związek Zawodowy Pracowników Ispat Polska Stal S.A.
  - Międzyzakładowy Niezależny Związek Zawodowy „Hutnik” przy ZGH „Bolesław” w Bukownie
  - Międzyzakładowy Związek Zawodowy Pracowników British - American Tobacco Polska S.A. w Augustowie
  - Międzyzakładowy Związek Zawodowy Pracowników Oświaty „Forum”
  - Niezależny Samorządny Związek Zawodowy Funkcjonariuszy Straży Granicznej
  - Niezależny Samorządny Związek Zawodowy Kierowców Autobusów Komunikacji Miejskiej Rzeczypospolitej Polskiej
  - Niezależny Samorządny Związek Zawodowy Listonoszy Poczty Polskiej
  - Niezależny Samorządny Związek Zawodowy Policjantów
  - Niezależny Samorządny Związek Zawodowy Pracowników Policji
  - Niezależny Samorządny Związek Zawodowy Pracowników Pożarnictwa
  - Niezależny Samorządny Związek Zawodowy Solidarność '80 Małopolska
  - Niezależny Samorządny Związek Zawodowy „Solidarność '80”
  - Niezależny Samorządny Związek Zawodowy „Solidarność 80” KWK „Jas-Mos” w Jastrzębiu Zdroju
  - Niezależny Związek Zawodowy Kierowców
  - Ogólnokrajowe Zrzeszenie Związków Zawodowych Pracowników Ruchu Ciągłego
  - Ogólnokrajowy Związek Zawodowy „Forum”
  - Ogólnopolski Związek Zawodowy Lekarzy
  - Ogólnopolski Związek Zawodowy Oficerów i Marynarzy
  - Ogólnopolski Związek Zawodowy Pielęgniarek i Położnych
  - Ogólnopolski Związek Zawodowy Położnych
  - Ogólnopolski Związek Zawodowy Pracowników Administracji i Obsługi Służby Zdrowia
  - Ogólnopolski Związek Zawodowy Pracowników Bloku Operacyjnego Anestezjologii i Intensywnej Terapii
  - Ogólnopolski Związek Zawodowy Straż Pocztowa
  - Ogólnopolski Związek Zawodowy Pracowników Wojewódzkich Ośrodków Ruchu Drogowego, Wrocław
  - Porozumienie Związków Zawodowych „Kadra”
  - Wolny Związek Zawodowy „Solidarność-Oświata”
  - Związek Zawodowy Aktorów Polskich
  - Związek Zawodowy Inżynierów i Techników
  - Związek Zawodowy Techników Farmaceutycznych Rzeczypospolitej Polskiej
  - Związek Zawodowy Kapitanów i Oficerów
  - Związek Zawodowy Kierowców PeKaeS Transport S.A.
  - Związek Zawodowy Kierowców w Polsce
  - Związek Zawodowy Liga Pracy
  - Związek Zawodowy Marynarzy i Rybaków Kontraktowych
  - Związek Zawodowy „Okrętowiec”
  - Związek Zawodowy Pracowników Komunalnych Regionu Kujawsko-Pomorskiego
  - Związek Zawodowy Pracowników Komunikacji Autobusowej w Gdyni
  - Związek Zawodowy Pracowników Komunikacji Miejskiej w RP
  - Związek Zawodowy Pracowników Lotnictwa Cywilnego
  - Związek Zawodowy Pracowników Przedsiębiorstwa Państwowego „Porty Lotnicze” Pracowników Spółek z Udziałem Przedsiębiorstwa i Lotnisk Niekomunikacyjnych
  - Związek Zawodowy Pracowników RUCH S. A. „Kadra”
  - Związek Zawodowy Pracowników Technicznych i Ekonomicznych Bydgoskich Zakładów Przemysłu Gumowego Stomil S.A.
  - Związek Zawodowy Pracowników Totalizatora Sportowego Sp. z o.o. „Forum”
  - Związek Zawodowy Pracowników Warsztatowych (PKP), Warszawa
  - Związek Zawodowy Pracowników Zakładu Szybkiej Kolei Miejskiej „Cisowa”, Gdynia
- Ogólnopolskie Porozumienie Związków Zawodowych (OPZZ)
  - Związek Nauczycielstwa Polskiego (ZNP)
  - Związek Zawodowy Pracowników Przemysłu Poligraficznego
  - Autonomiczne Związki Zawodowe Transportu Kolejowego, Słupsk
  - Federacja Związków Zawodowych Pracowników Automatyki i Telekomunikacji PKP, Warszawa
  - Federacja Związków Zawodowych Pracowników Dróg Żelaznych, Warszawa
  - Konfederacja Kolejowych Związków Zawodowych, Warszawa
    - Związek Zawodowy Maszynistów Kolejowych w Polsce, Warszawa
    - Związek Zawodowy Dyżurnych Ruchu PKP, Warszawa
    - Związek Zawodowy Drużyn Konduktorskich w RP, Warszawa
    - Związek Zawodowy Dyspozytorów PKP, Warszawa
    - Związek Zawodowy Kolejarzy w Przemyślu, Przemyśl

  - Międzyzakładowy Wolny Związek Zawodowy Kolejarzy, Kędzierzyn-Koźle
  - Międzyzakładowy Związek Zawodowy Rewidentów Taboru, Katowice
  - Ogólnopolski Związek Zawodowy Pracowników Transportu, Ostrołęka
  - Ogólnopolski Związek Zawodowy Straży Ochrony Kolei, Warszawa
  - Związek Zawodowy Administracji PKP, Katowice
  - Związek Zawodowy Bibliotekarzy i Pracowników Bibliotek „Bibliotekarze Polscy” (Warszawa)
  - Zrzeszenie Związków Zawodowych Energetyki; Warszawa
    - Międzyzakładowy Niezależny Samorządny Związek Zawodowy Pracowników Zespołu Elektrowni Dolna Odra
- Związek Syndykalistów Polski

## Organizacje niezrzeszone
- Krajowy Niezależny Samorządny Związek Zawodowy „Solidarność '80”
- Krajowy Związek Zawodowy Techników i Inżynierów BHP
- MWZZ „Centrum” przy Dyrekcji Generalnej Poczty Polskiej w Warszawie
- Niezależny Samorządny Związek Zawodowy Rolników Indywidualnych „Solidarność”
- Niezależny Samorządny Związek Zawodowy „Wyzwolenie”
- Ogólnopolski Związek Zawodowy „Inicjatywa Pracownicza”
- Ogólnopolski Związek Zawodowy Położnych
- Polski Związek Zawodowy Rolnictwa „Wyzwolenie”
- Wolny Związek Zawodowy Kierowców Rzeczypospolitej Polskiej
- Wolny Związek Zawodowy Pracowników Poczty
- Wolny Związek Zawodowy „Sierpień 80” – Konfederacja
- Zakładowy Związek Zawodowy „Lepsza Przyszłość” przy Avista Media sp. z o.o.
- Związek Zawodowy Anestezjologów
- Związek Zawodowy Artystów Tancerzy
- Związek Zawodowy „Jedność”
- Związek Zawodowy „Kontra”
- Związek Zawodowy Muzealników i Pracowników Muzeów „Muzealnicy Polscy” (Poznań)
- Związek Zawodowy Oświata
- Związek Zawodowy Polskich Artystów Muzyków Orkiestrowych
- Związek Zawodowy Pracowników Gospodarki Komunalnej i Terenowej w Polsce
- Związek Zawodowy Pracowników Microsoft[1]
- Związek Zawodowy Pracowników Poczty Polskiej w Warszawie
- Związek Zawodowy Pracowników Przemysłu Motoryzacyjnego "MOTOR" (Bielsko-Biała)[2]
- Związek Zawodowy Pracowników Resocjalizacji „Smolnik”
- Związek Zawodowy Pracowników Telekomunikacji Polskiej SA oraz Firm Pracujących na rzecz TP „Błękitna Linia”
- Związek Zawodowy Pracowników Wika Polska
- Związek Zawodowy Rolnictwa „Samoobrona”
- Związek Zawodowy Techników Farmaceutycznych Rzeczypospolitej Polskiej
- Związkowa Alternatywa